# Coupe nord-africaine des vainqueurs de coupe 2009
Navigation
Coupe nord-africaine des vainqueurs de coupe 2008 Coupe nord-africaine des vainqueurs de coupe 2010
La Coupe nord-africaine des vainqueurs de coupe 2009 est la deuxième édition de la Coupe nord-africaine des vainqueurs de coupe.

## Demi-finales
| Date                                | Équipe 1      | Résultat | Équipe 2         | Aller | Retour |
| ----------------------------------- | ------------- | -------- | ---------------- | ----- | ------ |
| 13 octobre 2009 et 22 novembre 2009 | CR Belouizdad | 1 - 5    | CS Sfax          | 0 - 1 | 1 - 4  |
| 27 octobre 2009 et 25 novembre 2009 | FAR Rabat     | 0 - 1    | Al Ahly Benghazi | 0 - 0 | 0 - 1  |

## Finale
| Date                                 | Équipe 1         | Résultat | Équipe 2 | Aller | Retour |
| ------------------------------------ | ---------------- | -------- | -------- | ----- | ------ |
| 11 décembre 2009 et 20 décembre 2009 | Al Ahly Benghazi | 1 - 1E   | CS Sfax  | 1 - 1 | 0 - 0  |

| Coupe nord-africaine des vainqueurs de coupe Vainqueur 2009 |
| ----------------------------------------------------------- |
| CS Sfax 1er titre                                           |